# Quazzola
Il Quazzola è un torrente della provincia di Savona, tributario di sinistra del Quiliano.

## Percorso

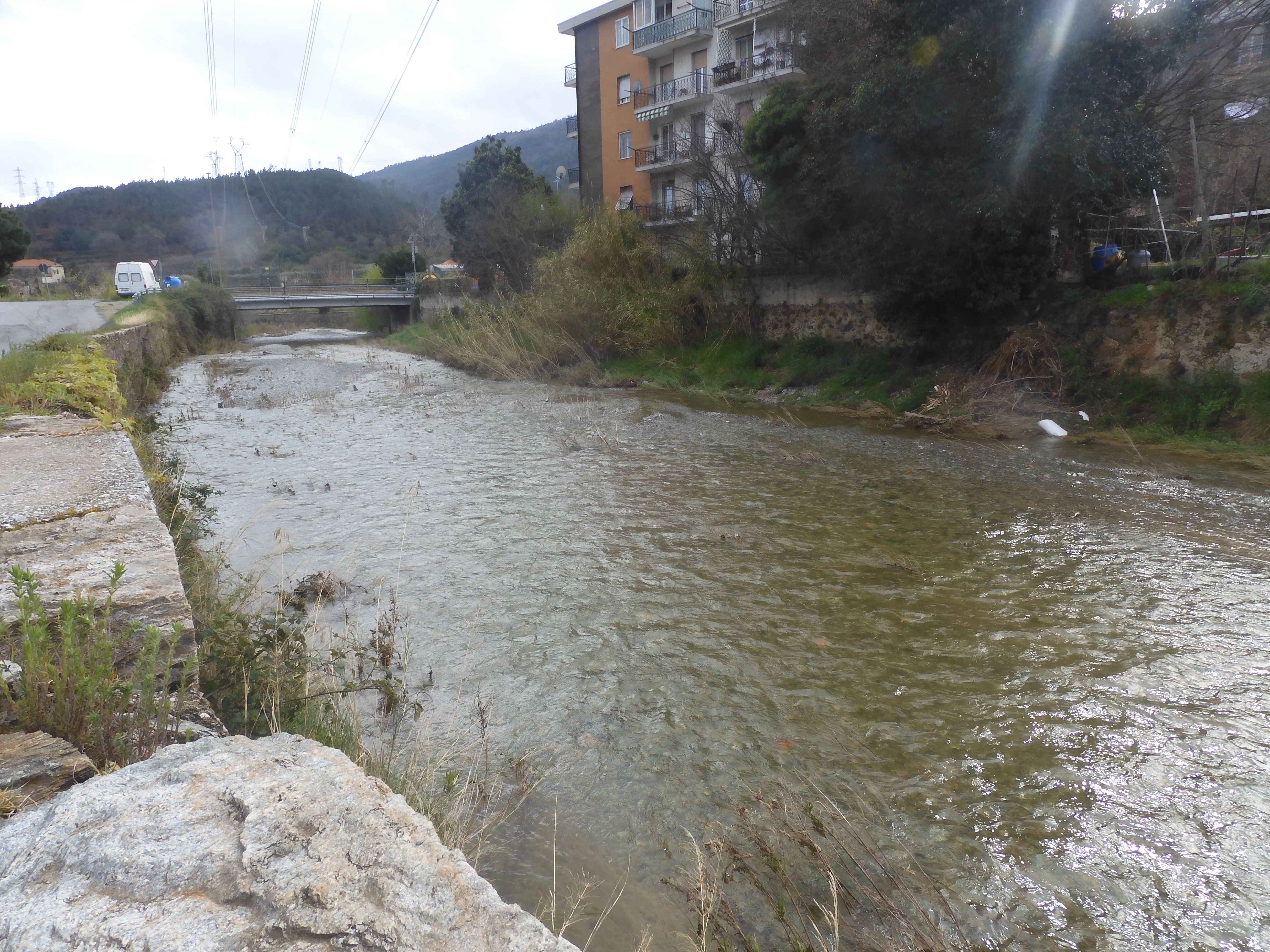
Il Quazzola poco prima di confluire nel Quiliano

Nasce a circa 500 m s.l.m. sulle alture prospicienti al Colle di Cadibona / Bocchetta di Altare. Con corso precipite e curvo scorre verso sud-est incassato in una stretta valle boscosa e ricevendo sia da destra che da sinistra numerosi rii affluenti. Il Quazzola confluisce da sinistra nel Quiliano poco a valle del centro del comune omonimo.

### Tributari
Molti sono i tributari (o affluenti) del torrente Quazzola, qui elencati partendo dalla confluenza con il Quiliano sino a risalire all'origine:
- Rio del Santo;
- Rio Passeggi;
- Rio Treponti;
- Rio Cornea;
- Rio Ponte;
- Rio Masuei;
- Rio Terra Giancia;
- Rio Nir;
- Rio;
- Rio Valbacca;
- Rio Roveto;
- Rio Concià;
- Rio Vallepiana;
- Rio Scura;
- Rio Pria du Pei;
- Rio Vapea;
- Rio Casale.

Prima di accorpare a sé le acque del Rio Casale, il torrente si chiama Rio dei Tecci:
- Rio Cornaro;
- Rio Lumaca;
- Rio Scuro;
- Rio Isetta;
- Rio Curlo;
- Rio Vallone;
- Rio Cabana;
- Rio Sarasino;
- Rio Passa;
- Rio Rianassa;
- Rio Campo Grande;
- Rio Stuggie;
- Rio Bai Selu;
- Rio Figna;
- Rio Vallone;
- Rio Grande;
- Rio Gaggie;
- Rio Boccafolle;
- Rio Gallo;
- Rio Bricco di Ca';
- Rio Semestro;
- Rio Vaccai;
- Rio Porcile;
- Rio Acquaviva;
- Rio Fascei.

## Storia

### L'epoca romana e i ponti

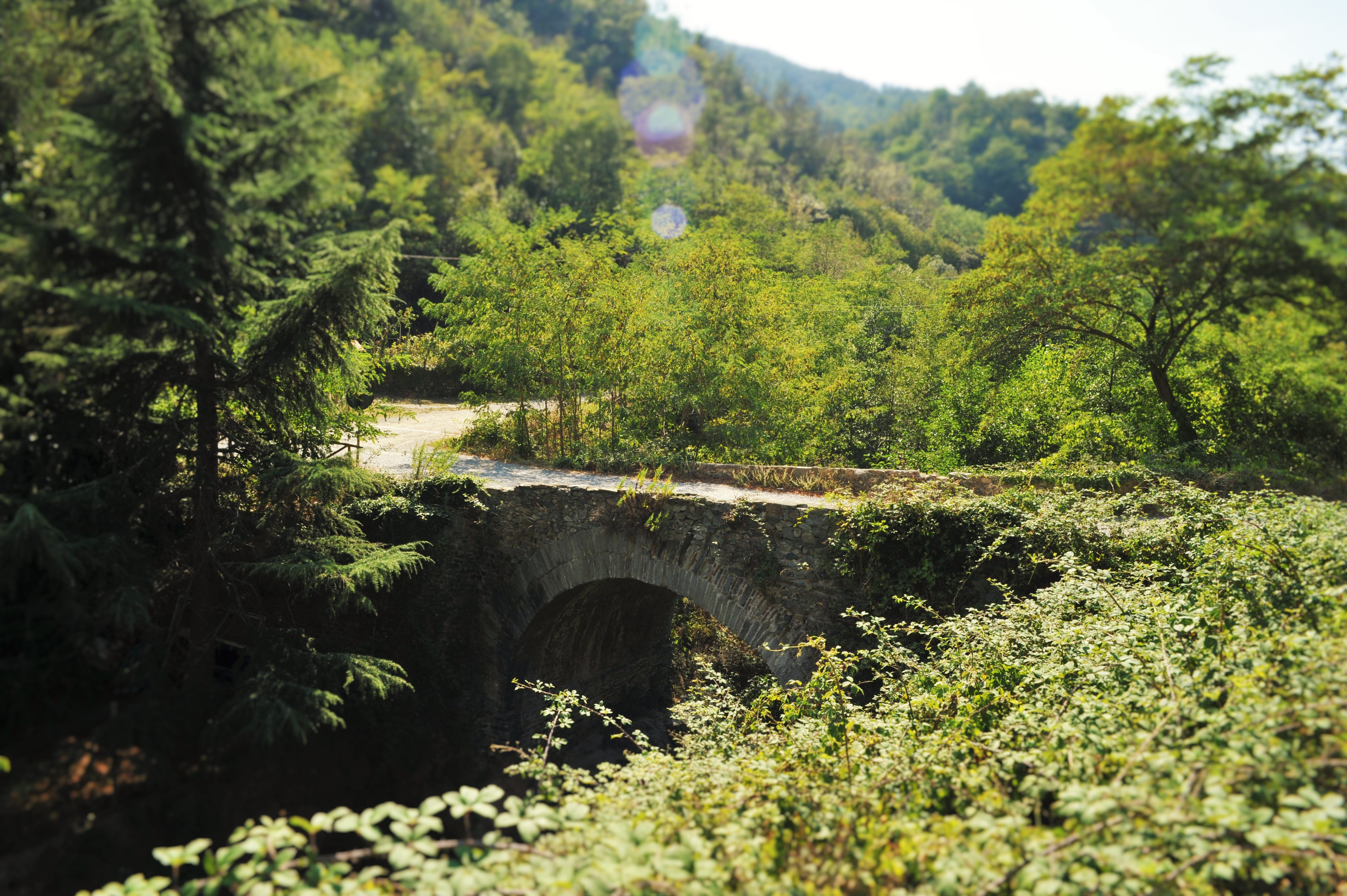
Il terzo ponte romano della Val Quazzola

Il torrente forma una vallata, la Val Quazzola (Rian dei Tecci in ligure), famosa per il suo sito archeologico di ponti romani.
Per giungere ai ponti romani si percorre l'antica Via Aemilia Scauri (l'odierna via Tecci), che collegava il litorale all'interno e fungeva da snodo commerciale. Di fronte al quartiere di Morosso e alla cappella di San Rocco, si può trovare una casa medievale risalente al XIII secolo con bifora e portale. Successivamente è presente un ponte ricostruito e, dopo circa 4 chilometri, si trova il ponte romano in località Ricchini, uno dei due ponti ancora in uso e integri. Da questo punto si prosegue a piedi in un percorso in cui, secondo alcuni studiosi, i Romani avrebbero praticato un taglio nella roccia per far passare la strada, mentre, secondo altri, avrebbero semplicemente seguito la morfologia del terreno che mostrava una conformazione diversa da quella attuale. Infatti, nel corso dei secoli, si verificarono molti eventi alluvionali che modificarono profondamente il paesaggio causando seri danni anche al tracciato originale. Dopo poco, si raggiunge il secondo ponte romano in località Cachen, anche questo ancora intatto. Dopo circa 500 metri, si trova un tracciato sterrato che porta ai resti del ponte romano in località le Volte di Fuxinasca. Nella valletta del Rio degli Scaroni, in cui esisteva un altro ponte romano ma ne rimangono solamente le rovine. Alcuni metri sopra il tracciato medievale, è locato l'antico selciato della strada romana. Infine, sulla strada asfaltata, dopo circa un chilometro, nei pressi del Rio Gallo si possono notare i resti dell'ultimo ponte coperti parzialmente da lavori di scavo. Lasciando il corso del torrente, la strada saliva lungo la costiera dei Bersaggi e degli Abrani, continuando verso Cairo Montenotte e Acqui Terme.

### Alluvione del 1992
A seguito di forti precipitazioni, nel comune di Quiliano fu il torrente Quazzola il primo a esondare. Di seguito straripò anche il Quiliano, causando il crollo di alcuni ponti, passerelle e piloni. Le strade divennero rapidamente torrenti in piena, il fango tracimò allagando completamente negozi, abitazioni e scantinati, le automobili vennero travolte dalla furia dell'acqua.